# Tommy La Stella
Thomas La Stella (né le 31 janvier 1989 à Westwood, New Jersey, États-Unis) est un joueur de champ intérieur des Athletics d'Oakland de la Ligue majeure de baseball.

## Carrière
Joueur des Chanticleers de l'université Coastal Carolina en Caroline du Sud, Tommy La Stella est repêché au 8e tour de sélection par les Braves d'Atlanta en 2011. Il fait ses débuts dans le baseball majeur avec ce club le 28 mai 2014, alors qu'il réussit à ce premier match ses deux premiers coups sûrs dans les grandes ligues, aux dépens du lanceur John Lackey, des Red Sox de Boston. Il termine sa première saison avec un circuit, 31 points produits et une moyenne au bâton de ,251 en 93 matchs des Braves. Son premier circuit dans les majeures est réussi le 8 août 2014 aux dépens du lanceur Stephen Strasburg des Nationals de Washington.
Le 16 novembre 2014, les Braves échangent La Stella aux Cubs de Chicago contre le releveur droitier Arodys Vizcaino.